# Anthodon decussatum
Anthodon decussatum là một loài thực vật có hoa trong họ Dây gối. Loài này được Ruiz & Pav. mô tả khoa học đầu tiên năm 1798.